# Iro Kōsui
«Iro Kōsui» (色香水?  lit. Perfume de color) es el segundo CD del cantautor japonés Yoh Kamiyama, que fue predistribuido el 7 de febrero de 2021 y lanzado por studio NUI el 10 de marzo de 2021 como sencillo.

## Descripción general
Es el primer lanzamiento de Yoh Kamiuama en aproximadamente un año después de su anterior tema «Gunjo», y este trabajo es el primero que lanzó desde el sello «studio NUI» recién establecido por Sony Music Associated Records. La canción principal se usa como tema de apertura del anime de televisión  Horimiya.